# Pelita Air
Pelita Air Service è una compagnia aerea indonesiana con sede a Giacarta.

## Storia
Pelita Air Service è stata fondata nel 1970 da Pertamina Oil. Pertamina Oil detiene attualmente il 90% e Patra Jasa il 10%.

## Destinazioni
- Pelita Air Service opera voli di linea da / per (2016):
- Balikpapan - Sultan Aji Muhammad Sulaiman Airport
- Bontang - PT Badak Bontang Airport
- Dumai - Pinang Kampai Airport
- Jakarta - Hub dell'aeroporto di Pondok Cabe
- Jakarta - Hub secondario dell'aeroporto internazionale Halim Perdanakusuma
- Matak - Matak Airport

## Flotta
- 1 AVRO RJ-85
- 1 ATR-42
- 2 ATR-72
- 2 Fokker 100